# CS Făurei
Clubul Sportiv Făurei, cunoscut în mod obișnuit ca CS Făurei, sau pur și simplu Făurei, este un club de fotbal român cu sediul în Făurei, județul Brăila, înființat în 2002. Clubul joacă în prezent în Liga a IV-a Brăila.
Patron, manager și, de asemenea, jucător al echipei este fostul internațional român Bănel Nicoliță.

## Istoric
CS Făurei a fost înființată la 22 martie 2002 pentru a continua tradiția fotbalistică în oraș, tradiție fotbalistică începută de Unirea Făurei, echipă care a avut ca cea mai bună performanță două sezoane consecutive în Divizia C, la începutul anilor 1990.
În 2016 Bănel Nicoliță, fost jucător la Steaua București, AS Saint-Étienne sau FC Nantes, originar din Făurei, a preluat clubul cu obiectivul de a promova înapoi în Liga a III-a. După un prim sezon în care „alb-albaștrii” s-au clasat doar pe locul 2, CS Făurei a câștigat ediția 2016–17 a Ligii a IV-a Brăila, a trecut în play-off-ul de promovare, unde după un 7–4 la general împotriva CSU Galați, și a promovat înapoi în Liga a III-a, după o absență de 12 ani.

## Palmares
Liga a IV-a Brăila
- Campioană (2): 2004–05, 2017–18
- Locul 2 (1): 2016–17

Cupa României – Județul Brăila
- Câștigătoare (1): 2017–18
- Finalistă (1): 2016–17

## Parcursul competițional
| Sezon   | Nivel | Divizie                     | Loc   | Note         | Cupa României |
| ------- | ----- | --------------------------- | ----- | ------------ | ------------- |
| 2022–23 | 4     | Liga a IV-a (BR)            | 8     |              | Primul tur    |
| 2021–22 | 3     | Liga a III-a (Seria a II-a) | 9     | Retrogradată | Primul tur    |
| 2020–21 | 3     | Liga a III-a (Seria a II-a) | 10    |              |               |
| 2019–20 | 3     | Liga a III-a (Seria a II-a) | 8     |              | Șaisprezecimi |
| 2018–19 | 3     | Liga a III-a (Seria a II-a) | 8     |              |               |
| 2017–18 | 4     | Liga a IV-a (BR)            | 1 (C) | Promovată    |               |
| 2016–17 | 4     | Liga a IV-a (BR)            | 2     |              |               |
| 2015–16 | 4     | Liga a IV-a (BR)            | 9     |              |               |
| 2014–15 | 4     | Liga a IV-a (BR)            | 8     |              |               |

| Sezon   | Nivel | Divizie                  | Loc   | Note         | Cupa României |
| ------- | ----- | ------------------------ | ----- | ------------ | ------------- |
| 2013–14 | 4     | Liga a IV-a (BR)         | 5     |              |               |
| 2012–13 | 4     | Liga a IV-a (BR)         | 10    |              |               |
| 2011–12 | 4     | Liga a IV-a (BR)         | 11    |              |               |
| 2010–11 | 4     | Liga a IV-a (BR)         | 9     |              |               |
| 2009–10 | 4     | Liga a IV-a (BR)         | 10    |              |               |
| 2008–09 | 4     | Liga a IV-a (BR)         |       |              |               |
| 2007–08 | 4     | Liga a IV-a (BR)         | 3     |              |               |
| 2006–07 | 4     | Liga a IV-a (BR)         | 5     |              |               |
| 2005–06 | 3     | Divizia C (Seria a II-a) | 13    | Retrogradată |               |
| 2004–05 | 4     | Divizia D (BR)           | 1 (C) | Promovată    |               |